# Desicasta reichei
Desicasta reichei är en skalbaggsart som beskrevs av Thomson 1860. Desicasta reichei ingår i släktet Desicasta och familjen Cetoniidae. Inga underarter finns listade i Catalogue of Life.